# Austria na Letnich Igrzyskach Olimpijskich 2016
Austria na Letnich Igrzyskach Olimpijskich 2016 – kadra sportowców reprezentujących Austrię na igrzyskach w 2016 roku w Rio de Janeiro. Kadra liczyła 71 sportowców.

## Zdobyte medale
| Medal | Zawodnik                 | Dyscyplina | Konkurencja | Data        |
| ----- | ------------------------ | ---------- | ----------- | ----------- |
| Brąz  | Thomas Zajac Tanja Frank | Żeglarstwo | Nacra 17    | 16 sierpnia |

## Reprezentanci

### Badminton
| Zawodnik            | Konkurencja             | Faza grupowa                        | Faza grupowa | 1/8 finału       | Ćwierćfinały     | Półfinały        | Finał            | Pozycja |
| Zawodnik            | Konkurencja             | Przeciwnicy Wynik                   | Pozycja      | Przeciwnik Wynik | Przeciwnik Wynik | Przeciwnik Wynik | Przeciwnik Wynik | Pozycja |
| ------------------- | ----------------------- | ----------------------------------- | ------------ | ---------------- | ---------------- | ---------------- | ---------------- | ------- |
| David Obernorsterer | gra pojedyncza mężczyzn | Lin P 0:2 Nguyễn P 0:2 Malkow P 0:2 | 4.           | NQ               | NQ               | NQ               | NQ               | 17.-41. |
| Elisabeth Baldauf   | gra pojedyncza kobiet   | Tai P 0:2 Pierminowa P 0:2          | 3.           | NQ               | NQ               | NQ               | NQ               | 14.-41. |

### Gimnastyka

#### Gimnastyka sportowa
| Zawodniczka | Konkurencja     | Eliminacje | Eliminacje | Finał | Finał   | Pozycja |
| Zawodniczka | Konkurencja     | Wynik      | Pozycja    | Wynik | Pozycja | Pozycja |
| ----------- | --------------- | ---------- | ---------- | ----- | ------- | ------- |
| Lisa Ecker  | wielobój kobiet | 52,966     | 43.        | NQ    | NQ      | 43.     |

#### Gimnastyka artystyczna
| Zawodniczka    | Konkurencja           | Eliminacje | Eliminacje | Finał | Finał   | Pozycja |
| Zawodniczka    | Konkurencja           | Wynik      | Pozycja    | Wynik | Pozycja | Pozycja |
| -------------- | --------------------- | ---------- | ---------- | ----- | ------- | ------- |
| Nicol Ruprecht | wielobój indywidualny | 67.698     | 20.        | NQ    | NQ      | 20.     |

### Golf
| Zawodnik         | Konkurencja      | Runda 1 | Runda 2 | Runda 3 | Runda 4 | Razem  | Razem | Razem   |
| Zawodnik         | Konkurencja      | Punkty  | Punkty  | Punkty  | Punkty  | Punkty | Par   | Pozycja |
| ---------------- | ---------------- | ------- | ------- | ------- | ------- | ------ | ----- | ------- |
| Bernd Wiesberger | turniej mężczyzn | 74      | 67      | 69      | 68      | 278    | −6    | 11.     |
| Christine Wolf   | turniej kobiet   | 71      | 69      | 77      | 76      | 293    | +9    | 43.     |

### Jeździectwo
| Zawodnik             | Koń              | Konkurencja              | Grand Prix | Grand Prix | Grand Prix Special | Grand Prix Special | Grand Prix Freestyle | Grand Prix Freestyle | Finał | Finał   | Pozycja |
| Zawodnik             | Koń              | Konkurencja              | Wynik      | Pozycja    | Wynik              | Pozycja            | Technika             | Artystyka            | Razem | Pozycja | Pozycja |
| -------------------- | ---------------- | ------------------------ | ---------- | ---------- | ------------------ | ------------------ | -------------------- | -------------------- | ----- | ------- | ------- |
| Victoria Max-Theurer | Della Cavalleria | Ujeżdżenie indywidualnie | 71.129     | 33.        | NQ                 | NQ                 | NQ                   | NQ                   | NQ    | NQ      | 33.     |

### Judo
| Zawodnik               | Konkurencja      | 1/16                   | 1/8               | Ćwierćfinały      | Półfinały        | Repasaż             | Finał/BM         | Pozycja |
| Zawodnik               | Konkurencja      | Przeciwnik Wynik       | Przeciwnik Wynik  | Przeciwnik Wynik  | Przeciwnik Wynik | Przeciwnik Wynik    | Przeciwnik Wynik | Pozycja |
| ---------------------- | ---------------- | ---------------------- | ----------------- | ----------------- | ---------------- | ------------------- | ---------------- | ------- |
| Ludwig Paischer        | −60 kg mężczyzn  | Dawtian P 000-100      | NQ                | NQ                | NQ               | NQ                  | NQ               | 17.-32. |
| Daniel Allerstorfer    | +100 kg mężczyzn | Saidow P 000-010       | NQ                | NQ                | NQ               | NQ                  | NQ               | 17.-31. |
| Sabrina Filzmoser      | −57 kg kobiet    | Smythe-Davis P 000-011 | NQ                | NQ                | NQ               | NQ                  | NQ               | 17.-22. |
| Kathrin Unterwurzacher | −63 kg kobiet    | BYE                    | García W 010-000  | Tashiro P 000-001 | NQ               | van Emden P 000-001 | NQ               | 7.      |
| Bernadette Graf        | −70 kg kobiet    | BYE                    | Portela W 000-000 | Koch P 000-100    | NQ               | Zupancic W 010-001  | Conway P 000-001 | 5.      |

### Kajakarstwo

#### Kajakarstwo klasyczne
| Zawodnik                          | Konkurencja   | Eliminacje | Eliminacje | Półfinały | Półfinały | Finał A/B | Finał A/B | Pozycja |
| Zawodnik                          | Konkurencja   | Czas       | Pozycja    | Czas      | Pozycja   | Czas      | Pozycja   | Pozycja |
| --------------------------------- | ------------- | ---------- | ---------- | --------- | --------- | --------- | --------- | ------- |
| Viktoria Schwarz                  | K-1 200 m (k) | 42,847     | 22. Q      | 43,072    | 21.       | NQ        | NQ        | 21.     |
| Ana Roxana Lehaci Yvonne Schuring | K-2 500 m (k) | 1:46,429   | 12. Q      | 1:44,462  | 8. (FB)   | 1:48,834  | 3.        | 11.     |

#### Kajakarstwo górskie
Mężczyźni
| Zawodnik       | Konkurencja | Eliminacje | Eliminacje | Eliminacje | Eliminacje | Eliminacje | Eliminacje | Półfinały | Półfinały | Finał  | Finał   | Pozycja |
| Zawodnik       | Konkurencja | P 1        | M.         | P 2        | M.         | Razem      | M.         | Czas      | Miejsce   | Czas   | Miejsce | Pozycja |
| -------------- | ----------- | ---------- | ---------- | ---------- | ---------- | ---------- | ---------- | --------- | --------- | ------ | ------- | ------- |
| Mario Leitner  | K-1         | 93,29      | 12.        | 93,89      | 13.        | 93,29      | 15. Q      | 100,25    | 13.       | NQ     | NQ      | 13.     |
| Corinna Kuhnle | K-1         | 109,63     | 9.         | 107,02     | 10.        | 107,02     | 12. Q      | 101,54    | 1. Q      | 104,75 | 5.      | 5.      |

### Kolarstwo

#### Kolarstwo górskie
| Zawodniczka        | Konkurencja       | Czas | Pozycja |
| ------------------ | ----------------- | ---- | ------- |
| Alexander Gehbauer | cross-country (m) | DNF  | DNF     |

#### Kolarstwo szosowe
| Zawodnik       | Konkurencja                    | Czas       | Pozycja |
| -------------- | ------------------------------ | ---------- | ------- |
| Stefan Denifl  | wyścig ze startu wspólnego (m) | DNF        | DNF     |
| Georg Preidler | wyścig ze startu wspólnego (m) | 6:29:42    | 44.     |
| Georg Preidler | jazda indywidualna na czas (m) | 1:16:02,36 | 16.     |
| Martina Ritter | wyścig ze startu wspólnego (k) | 4:02:07    | 46.     |

### Lekkoatletyka

#### Kobiety
Konkurencje biegowe
| Zawodniczka    | Konkurencja                | Runda 1  | Runda 1 | Półfinał | Półfinał | Finał    | Finał   | Pozycja |
| Zawodniczka    | Konkurencja                | Rezultat | Pozycja | Rezultat | Pozycja  | Rezultat | Pozycja | Pozycja |
| -------------- | -------------------------- | -------- | ------- | -------- | -------- | -------- | ------- | ------- |
| Beate Schrott  | Bieg na 100 m przez płotki | 55,54    | 45.     | NQ       | NQ       | NQ       | NQ      | 45.     |
| Jennifer Wenth | Bieg na 5000 m             | 16:07,02 | 28. q   | —        | —        | 15:56,11 | 16.     | 16.     |
| Andrea Mayr    | Maraton                    | —        | —       | —        | —        | 2:41:52  | 64.     | 64.     |

Siedmiobój
| Zawodnik    |          | 100 m ppł | Skok wzwyż | Pchnięcie kulą | 200 m | Skok w dal | Rzut oszczepem | 800 m   | Wynik | Pozycja |
| ----------- | -------- | --------- | ---------- | -------------- | ----- | ---------- | -------------- | ------- | ----- | ------- |
| Ivona Dadic | Rezultat | 13,84     | 1,77       | 13,43          | 24,60 | 6,05       | 46,08          | 2:15,64 | 6155  | 21.     |
| Ivona Dadic | Punkty   | 1001      | 941        | 756            | 924   | 865        | 784            | 884     | 6155  | 21.     |

#### Mężczyźni
Konkurencje techniczne
| Zawodnik            | Konkurencja  | Eliminacje | Eliminacje | Finał    | Finał   | Pozycja |
| Zawodnik            | Konkurencja  | Rezultat   | Pozycja    | Rezultat | Pozycja | Pozycja |
| ------------------- | ------------ | ---------- | ---------- | -------- | ------- | ------- |
| Lukas Weißhaidinger | Rzut dyskiem | 65,86      | 2. Q       | 64,95    | 6.      | 6.      |

Dziesięciobój
| Zawodnik             |          | 100 m | Skok w dal | Pchnięcie kulą | Skok wzwyż | 400 m | 110 m ppł | Rzut dyskiem | Skok o tyczce | Rzut oszczepem | 1500 m  | Wynik | Pozycja |
| -------------------- | -------- | ----- | ---------- | -------------- | ---------- | ----- | --------- | ------------ | ------------- | -------------- | ------- | ----- | ------- |
| Dominik Distelberger | Rezultat | 10,84 | 7,33       | 13,40          | 1,89       | 48,61 | 14,39     | 38,09        | 4,80          | 61,83          | 4:33,47 | 7954  | 19.     |
| Dominik Distelberger | Punkty   | 897   | 893        | 692            | 705        | 880   | 925       | 626          | 849           | 765            | 722     | 7954  | 19.     |

### Łucznictwo
| Zawodnik          | Konkurencja       | Runda rankingowa | Runda rankingowa | 1/32             | 1/16             | 1/8              | Ćwierćfinały     | Półfinały        | Finał            | Pozycja |
| Zawodnik          | Konkurencja       | Wynik            | Pozycja          | Przeciwnik Wynik | Przeciwnik Wynik | Przeciwnik Wynik | Przeciwnik Wynik | Przeciwnik Wynik | Przeciwnik Wynik | Pozycja |
| ----------------- | ----------------- | ---------------- | ---------------- | ---------------- | ---------------- | ---------------- | ---------------- | ---------------- | ---------------- | ------- |
| Laurence Baldauff | indywidualnie (k) | 619              | 41.              | Laishram P 2-6   | NQ               | NQ               | NQ               | NQ               | NQ               | 33.-64. |

### Pływanie
Kobiety
| Zawodniczka        | Konkurencja        | Eliminacje | Eliminacje | Półfinał | Półfinał | Finał | Finał   | Pozycja |
| Zawodniczka        | Konkurencja        | Czas       | Miejsce    | Czas     | Miejsce  | Czas  | Miejsce | Pozycja |
| ------------------ | ------------------ | ---------- | ---------- | -------- | -------- | ----- | ------- | ------- |
| Birgit Koschischek | 50 m st. dowolnym  | 25,58      | 39.        | NQ       | NQ       | NQ    | NQ      | 39.     |
| Lena Kreundl       | 200 m st. zmiennym | 2:15,71    | 30.        | NQ       | NQ       | NQ    | NQ      | 30.     |
| Lisa Zaiser        | 200 m st. zmiennym | 2:15,23    | 26.        | NQ       | NQ       | NQ    | NQ      | 26.     |
| Jördis Steinegger  | 400 m st. zmiennym | 4:47,84    | 29.        | —        | —        | NQ    | NQ      | 29.     |

Mężczyźni
| Zawodnik      | Konkurencja         | Eliminacje | Eliminacje | Półfinał | Półfinał | Finał | Finał   | Pozycja |
| Zawodnik      | Konkurencja         | Czas       | Miejsce    | Czas     | Miejsce  | Czas  | Miejsce | Pozycja |
| ------------- | ------------------- | ---------- | ---------- | -------- | -------- | ----- | ------- | ------- |
| Felix Auboeck | 200 m st. dowolnym  | 1:47,24    | 18.        | NQ       | NQ       | NQ    | NQ      | 18.     |
| Felix Auboeck | 400 m st. dowolnym  | 3:49,35    | 25.        | —        | —        | NQ    | NQ      | 25.     |
| Felix Auboeck | 1500 m st. dowolnym | 15:36,24   | 42.        | —        | —        | NQ    | NQ      | 42.     |
| David Brandl  | 400 m st. dowolnym  | 3:54,59    | 40.        | —        | —        | NQ    | NQ      | 40.     |

### Pływanie synchroniczne
| Zawodnik                                     | Konkurencja | Eliminacje                    | Eliminacje                    | Eliminacje                 | Eliminacje                 | Eliminacje         | Eliminacje         | Finał   | Finał   | Pozycja |
| Zawodnik                                     | Konkurencja | Eliminacje – runda techniczna | Eliminacje – runda techniczna | Eliminacje – runda dowolna | Eliminacje – runda dowolna | Eliminacje – Razem | Eliminacje – Razem | Finał   | Finał   | Pozycja |
| Zawodnik                                     | Konkurencja | Punkty                        | Miejsce                       | Punkty                     | Miejsce                    | Punkty             | Miejsce            | Punkty  | Miejsce | Pozycja |
| -------------------------------------------- | ----------- | ----------------------------- | ----------------------------- | -------------------------- | -------------------------- | ------------------ | ------------------ | ------- | ------- | ------- |
| Anna-Maria Alexandri Eirini-Marina Alexandri | Duety       | 85,0637                       | 11.                           | 85,2667                    | 12.                        | 170,3304           | 12. Q              | 85,5333 | 12.     | 12.     |

### Podnoszenie ciężarów
| Zawodnik           | Konkurencja | Rwanie | Rwanie  | Podrzut | Podrzut | Razem | Pozycja |
| Zawodnik           | Konkurencja | Wynik  | Pozycja | Wynik   | Pozycja | Razem | Pozycja |
| ------------------ | ----------- | ------ | ------- | ------- | ------- | ----- | ------- |
| Sargis Martirosjan | −105 kg (m) | 179    | 10.     | 210     | 11.     | 389   | 11.     |

### Piłka siatkowa

#### Siatkówka plażowa
| Zawodnicy                       | Konkurencja | Faza grupowa                                                                   | Faza grupowa | Play-off         | 1/8 finału                | Ćwierćfinały     | Półfinały        | Finał            | Pozycja |
| Zawodnicy                       | Konkurencja | Przeciwnicy Wynik                                                              | Pozycja      | Przeciwnik Wynik | Przeciwnik Wynik          | Przeciwnik Wynik | Przeciwnik Wynik | Przeciwnik Wynik | Pozycja |
| ------------------------------- | ----------- | ------------------------------------------------------------------------------ | ------------ | ---------------- | ------------------------- | ---------------- | ---------------- | ---------------- | ------- |
| Clemens Doppler Alexander Horst | mężczyźni   | Carambula / Ranghieri P 0:2 Cerutti / Schmidt P 1:2 Binstock / Schachter W 2:1 | 3. q         | BYE              | Díaz / González P 0:2     | NQ               | NQ               | NQ               | 9.-16.  |
| Alexander Huber Robin Seidl     | mężczyźni   | Gavira / Herrera P 1:2 Gibb / Patterson W 2:0 Pereira / Younousse P 1:2        | 3. q         | BYE              | Dalhausser / Lucena P 0:2 | NQ               | NQ               | NQ               | 9.-16.  |

### Skoki do wody
Mężczyźni
| Zawodnik         | Konkurencja                  | Eliminacje | Eliminacje | Półfinał | Półfinał | Finał  | Finał   | Pozycja |
| Zawodnik         | Konkurencja                  | Punkty     | Miejsce    | Punkty   | Miejsce  | Punkty | Miejsce | Pozycja |
| ---------------- | ---------------------------- | ---------- | ---------- | -------- | -------- | ------ | ------- | ------- |
| Constantin Blaha | trampolina 3 m indywidualnie | 351,95     | 27.        | NQ       | NQ       | NQ     | NQ      | 27.     |

### Strzelectwo
| Zawodnik            | Konkurencja                                   | Kwalifikacje | Kwalifikacje | Półfinał | Półfinał | Finał | Finał   | Pozycja |
| Zawodnik            | Konkurencja                                   | Wynik        | Pozycja      | Wynik    | Pozycja  | Wynik | Pozycja | Pozycja |
| ------------------- | --------------------------------------------- | ------------ | ------------ | -------- | -------- | ----- | ------- | ------- |
| Olivia Hofmann      | karabin pneumatyczny, 10 m (k)                | 415,7        | 10.          | —        | —        | NQ    | NQ      | 10.     |
| Olivia Hofmann      | karabin małokalibrowy, trzy pozycje, 50 m (k) | 586          | 3. Q         | —        | —        | 424,5 | 5.      | 5.      |
| Sebastian Kuntschik | skeet (m)                                     | 116          | 25.          | NQ       | NQ       | NQ    | NQ      | 25.     |
| Thomas Mathis       | karabin małokalibrowy leżąc, 50 m (m)         | 622,4        | 17.          | —        | —        | NQ    | NQ      | 17.     |
| Gernot Rumpler      | karabin pneumatyczny, 10 m (m)                | 620,4        | 32.          | —        | —        | NQ    | NQ      | 32.     |
| Gernot Rumpler      | karabin małokalibrowy, trzy pozycje, 50 m (m) | 1161         | 36.          | —        | —        | NQ    | NQ      | 36.     |
| Alexander Schmirl   | karabin pneumatyczny, 10 m (m)                | 623,7        | 15.          | —        | —        | NQ    | NQ      | 15.     |
| Alexander Schmirl   | karabin małokalibrowy leżąc, 50 m (m)         | 621,4        | 24.          | —        | —        | NQ    | NQ      | 24.     |
| Alexander Schmirl   | karabin małokalibrowy, trzy pozycje, 50 m (m) | 1170         | 17.          | —        | —        | NQ    | NQ      | 17.     |

### Szermierka
| Zawodniczka | Konkurencja              | 1/32             | 1/16             | 1/8              | Ćwierćfinały     | Miejsca 5-8.     | Półfinały        | Mecz o 5. miejsce | Finał            | Pozycja |
| Zawodniczka | Konkurencja              | Przeciwnik Wynik | Przeciwnik Wynik | Przeciwnik Wynik | Przeciwnik Wynik | Przeciwnik Wynik | Przeciwnik Wynik | Przeciwnik Wynik  | Przeciwnik Wynik | Pozycja |
| ----------- | ------------------------ | ---------------- | ---------------- | ---------------- | ---------------- | ---------------- | ---------------- | ----------------- | ---------------- | ------- |
| René Pranz  | floret indywidualnie (m) | Toldo P 14-15    | NQ               | NQ               | NQ               | NQ               | NQ               | NQ                | NQ               | 33.-35. |

### Tenis stołowy
Mężczyźni
| Zawodnik                                    | Konkurencja       | Eliminacje       | Runda 1          | Runda 2          | Runda 3          | 1/8 finału         | Ćwierćfinały     | Półfinały        | Finał            | Pozycja |
| Zawodnik                                    | Konkurencja       | Przeciwnik Wynik | Przeciwnik Wynik | Przeciwnik Wynik | Przeciwnik Wynik | Przeciwnik Wynik   | Przeciwnik Wynik | Przeciwnik Wynik | Przeciwnik Wynik | Pozycja |
| ------------------------------------------- | ----------------- | ---------------- | ---------------- | ---------------- | ---------------- | ------------------ | ---------------- | ---------------- | ---------------- | ------- |
| Stefan Fegerl                               | gra pojedyncza    | BYE              | BYE              | BYE              | Niwa P 1:4       | NQ                 | NQ               | NQ               | NQ               | 17.-32. |
| Robert Gardos                               | gra pojedyncza    | BYE              | BYE              | Ionescu P 1:4    | NQ               | NQ                 | NQ               | NQ               | NQ               | 33.-64. |
| Stefan Fegerl Robert Gardos Daniel Habesohn | turniej drużynowy | —                | —                | —                | —                | Portugalia · W 3:1 | Niemcy · P 1:3   | NQ               | NQ               | 5.-8.   |

Kobiety
| Zawodniczka                          | Konkurencja       | Eliminacje       | Runda 1          | Runda 2          | Runda 3          | 1/8 finału       | Ćwierćfinały     | Półfinały        | Finał            | Pozycja |
| Zawodniczka                          | Konkurencja       | Przeciwnik Wynik | Przeciwnik Wynik | Przeciwnik Wynik | Przeciwnik Wynik | Przeciwnik Wynik | Przeciwnik Wynik | Przeciwnik Wynik | Przeciwnik Wynik | Pozycja |
| ------------------------------------ | ----------------- | ---------------- | ---------------- | ---------------- | ---------------- | ---------------- | ---------------- | ---------------- | ---------------- | ------- |
| Liu Jia                              | gra pojedyncza    | BYE              | BYE              | BYE              | Li W 4:1         | Feng P 1:4       | NQ               | NQ               | NQ               | 9.-16.  |
| Sofia Polcanova                      | gra pojedyncza    | BYE              | BYE              | Lay P 2:4        | NQ               | NQ               | NQ               | NQ               | NQ               | 33.-64. |
| Li Qiangbing Liu Jia Sofia Polcanova | turniej drużynowy | —                | —                | —                | —                | Holandia · W 3:1 | Japonia · P 0:3  | NQ               | NQ               | 5.-8.   |

### Tenis ziemny
| Zawodnik                     | Konkurencja | 1/32             | 1/16                     | 1/8                          | Ćwierćfinały           | Półfinały        | Finał            | Pozycja |
| Zawodnik                     | Konkurencja | Przeciwnik Wynik | Przeciwnik Wynik         | Przeciwnik Wynik             | Przeciwnik Wynik       | Przeciwnik Wynik | Przeciwnik Wynik | Pozycja |
| ---------------------------- | ----------- | ---------------- | ------------------------ | ---------------------------- | ---------------------- | ---------------- | ---------------- | ------- |
| Oliver Marach Alexander Peya | debel (m)   | —                | Bury Mirny W 7:6(4), 7:5 | Baker Ram W 6:4, 6:7(2), 6:3 | López Nadal P 3:6, 1:6 | NQ               | NQ               | 5.-8.   |

### Triathlon
| Zawodniczka     | Konkurencja | Pływanie (1,5 km) | Zmiana 1 | Jazda na rowerze (40 km) | Zmiana 2   | Bieg (10 km) | Czas       | Pozycja    |
| --------------- | ----------- | ----------------- | -------- | ------------------------ | ---------- | ------------ | ---------- | ---------- |
| Julia Hauser    | kobiety     | 22:08             | 0:53     | Zdublowana               | Zdublowana | Zdublowana   | Zdublowana | Zdublowana |
| Sara Vilic      | kobiety     | 19:43             | 0:55     | 1:04:04                  | 0:45       | 37:43        | 2:03:10    | 37.        |
| Thomas Springer | mężczyźni   | 19:45             | 0:49     | 59:41                    | 0:39       | 34:20        | 1:55:14    | 47.        |

### Wioślarstwo
Mężczyźni
| Zawodnik                    | Konkurencja | Eliminacje | Eliminacje | Repasaż | Repasaż     | Półfinały C/D | Półfinały C/D | Półfinały A/B | Półfinały A/B | Finał C/D | Finał C/D | Finał A/B | Finał A/B | Pozycja |
| Zawodnik                    | Konkurencja | Czas       | M.         | Czas    | M.          | Czas          | M.            | Czas          | M.            | Czas      | M.        | Czas      | M.        | Pozycja |
| --------------------------- | ----------- | ---------- | ---------- | ------- | ----------- | ------------- | ------------- | ------------- | ------------- | --------- | --------- | --------- | --------- | ------- |
| Bernhard Sieber Paul Sieber | LM2x        | 6:43,37    | 18. q (R)  | 7:06,41 | 4. Q (PA/B) | BYE           | BYE           | 6:53,62       | 10. (FB)      | BYE       | BYE       | 6:32,30   | 3.        | 9.      |

Kobiety
| Zawodniczka      | Konkurencja | Eliminacje | Eliminacje | Repasaż | Repasaż | Ćwierćfinały | Ćwierćfinały | Półfinały C/D | Półfinały C/D | Półfinały A/B | Półfinały A/B | Finał C/D | Finał C/D | Finał A/B | Finał A/B | Pozycja |
| Zawodniczka      | Konkurencja | Czas       | M.         | Czas    | M.      | Czas         | M.           | Czas          | M.            | Czas          | M.            | Czas      | M.        | Czas      | M.        | Pozycja |
| ---------------- | ----------- | ---------- | ---------- | ------- | ------- | ------------ | ------------ | ------------- | ------------- | ------------- | ------------- | --------- | --------- | --------- | --------- | ------- |
| Magdalena Lobnig | W1x         | 8:26,83    | 9. Q (Ć)   | BYE     | BYE     | 7:35,37      | 12. Q (PA/B) | BYE           | BYE           | 7:45,48       | 3. Q (FA)     | BYE       | BYE       | 7:34,86   | 6.        | 6.      |

### Zapasy
Mężczyźni – styl klasyczny
| Zawodnik         | Konkurencja | Kwalifikacje     | 1/8              | Ćwierćfinał      | Półfinał         | Repasaż 1        | Repasaż 2        | Pojedynek o 3. miejsce | Finał            | Pozycja |
| Zawodnik         | Konkurencja | Przeciwnik Wynik | Przeciwnik Wynik | Przeciwnik Wynik | Przeciwnik Wynik | Przeciwnik Wynik | Przeciwnik Wynik | Przeciwnik Wynik       | Przeciwnik Wynik | Pozycja |
| ---------------- | ----------- | ---------------- | ---------------- | ---------------- | ---------------- | ---------------- | ---------------- | ---------------------- | ---------------- | ------- |
| Amer Hrustanović | −85 kg      | BYE              | Hietaniemi W 3:1 | Gamzatow P 0:4   | NQ               | NQ               | NQ               | NQ                     | NQ               | 10.     |

### Żeglarstwo
Mężczyźni
| Zawodnik                             | Konkurencja | Wyścig | Wyścig | Wyścig | Wyścig | Wyścig | Wyścig | Wyścig | Wyścig | Wyścig | Wyścig | Wyścig | Wyścig | Wyścig | Punkty | Finałowa pozycja |
| Zawodnik                             | Konkurencja | 1      | 2      | 3      | 4      | 5      | 6      | 7      | 8      | 9      | 10     | 11     | 12     | M      | Punkty | Finałowa pozycja |
| ------------------------------------ | ----------- | ------ | ------ | ------ | ------ | ------ | ------ | ------ | ------ | ------ | ------ | ------ | ------ | ------ | ------ | ---------------- |
| Florian Reichstädter Matthias Schmid | 470         | 3      | 9      | 6      | 9      | 16     | 2      | 13     | 14     | 17     | 1      | —      | —      | 14     | 87     | 8.               |
| Nico Delle Karth Nikolaus Resch      | 49er        | 17     | 6      | 10     | 18     | 3      | 14     | 3      | 14     | 21     | 4      | 11     | 16     | NQ     | 116    | 12.              |

Kobiety
| Zawodniczka              | Konkurencja | Wyścig | Wyścig | Wyścig | Wyścig | Wyścig | Wyścig | Wyścig | Wyścig | Wyścig | Wyścig | Wyścig | Punkty | Finałowa pozycja |
| Zawodniczka              | Konkurencja | 1      | 2      | 3      | 4      | 5      | 6      | 7      | 8      | 9      | 10     | M      | Punkty | Finałowa pozycja |
| ------------------------ | ----------- | ------ | ------ | ------ | ------ | ------ | ------ | ------ | ------ | ------ | ------ | ------ | ------ | ---------------- |
| Jolanta Ogar Lara Vadlau | 470         | 3      | 12     | 12     | 5      | 6      | 1      | 5      | 16     | 21     | 14     | 18     | 92     | 9.               |

Mieszane
| Zawodnicy                | Konkurencja | Wyścig | Wyścig | Wyścig | Wyścig | Wyścig | Wyścig | Wyścig | Wyścig | Wyścig | Wyścig | Wyścig | Wyścig | Wyścig | Punkty | Finałowa pozycja |
| Zawodnicy                | Konkurencja | 1      | 2      | 3      | 4      | 5      | 6      | 7      | 8      | 9      | 10     | 11     | 12     | M      | Punkty | Finałowa pozycja |
| ------------------------ | ----------- | ------ | ------ | ------ | ------ | ------ | ------ | ------ | ------ | ------ | ------ | ------ | ------ | ------ | ------ | ---------------- |
| Thomas Zajac Tanja Frank | Nacra 17    | 12     | 3      | 12     | 6      | 9      | 8      | 8      | 3      | 4      | 10     | 4      | 5      | 6      | 78     | brąz             |